# Паба (подокруг)
Паба (бенг. পাবনা, англ. Paba) — подокруг на северо-западе Бангладеш. Входит в состав округа Раджшахи. Образован в 1949 году. Административный центр — город Паба. Площадь подокруга — 161,85 км². По данным переписи 1991 года численность населения подокруга составляла 163 470 человек. Плотность населения равнялась 761 чел. на 1 км². Уровень грамотности населения составлял 25,1 %. Религиозный состав: мусульмане — 97,47 %, индуисты — 2,15 %, прочие — 0,38 %.